# Patrick Pouyanné
Patrick Jean Pouyanné, född 24 juni 1963, är en fransk företagsledare som är styrelseordförande och VD för det multinationella petroleumbolaget Total Energies
Han avlade en kandidatexamen i ingenjörsvetenskap vid École polytechnique och en högre ingenjörsexamen rörande gruvdrift vid École nationale supérieure des mines de Paris.
1989 började Pouyanné arbeta inom den franska politiken, där han var tjänsteman mellan 1989 och 1995 och arbetade för det dåvarande franska industriministeriet. 1993 blev han utnämnd som teknisk rådgivare i industri- och miljöpolitiskafrågor till den franska premiärministern Édouard Balladur. Två år senare blev han stabschef åt François Fillon som ledde då den franska kommunikationsministeriet. 1997 blev han chef för Elf Aquitaines dotterbolag i Angola och två år senare fick han nytt chefsjobb, den här gången var det Elfs dotterbolag i Qatar. 2000 köpte Total upp Elf Aquitaine för €52,6 miljarder och Pouyanne fortsatte i det nya kombinerade företaget. Han avancerade i chefshierarkin och blev utsedd i oktober 2014 som tillförordnand VD för Total efter att koncernens dåvarande styrelseordförande och VD Christophe de Margerie omkom i en flygolycka på Vnukovos internationella flygplats i den ryska huvudstaden Moskva. I december 2015 blev han utnämnd till att bli permanent VD och att även ta över som permanent styrelseordförande efter Thierry Desmarest.